# Johnny Foreigner
Johnny Foreigner ist eine seit 2005 bestehende vierköpfige Indie-Rockband aus Birmingham, England. Zurzeit sind sie bei dem britischen Label Alcopop! Records unter Vertrag.

## Geschichte
Vor der Gründung der Band spielten Alexei Berrow in der Band Panda Love Unit und Kelly Southern bei Twist.
Die erste Johnny Foreigner Formation bestand aus Berrow, Laidley und Daniel Boyle und war laut eigener Aussage eine „Country Band mit Anspruch“. Boyle verließ die Band um die Universität zu besuchen und spielt aktuell in der Gruppe Gentle Friendly. Vor dem Verlassen der Band veröffentlichten sie zusammen 2005 WeLeftYouSleepingAndGoneNow, ihr erstes selbst produziertes Album mit einer Auflage von 40 Stück, welches 11 Tracks umfasst.
Johnny Foreigners erste Single Sometimes in the Bullring/Camp Kelly Calm wurde unter der Laundrette Recording Company aufgenommen und im Oktober 2006 veröffentlicht (300 Exemplare). Die zweite Single war eine Split-Single zusammen mit Sunset Cinema Club und beinhaltet den Song Yes! You Talk Too Fast sowie ein Cover von Sunset Cinema Clubs Track Ninki. vs Dingle, die wiederum Johnny Foreigners Candles coverten.
Nach dem Wechsel zu Best Before Records 2007 veröffentlichte Johnny Foreigner die EP Arcs Across the City am 26. November desselben Jahres. Die EP erhielt von dem bekannten britischen online Musikmagazin Drowned in Sound die Bestnote von 10/10. Die dritte Single Our Bipolar Friends/The Houseparty Scene Is Killing You wurde am 10. März 2008 veröffentlicht und war mit 1.000 Exemplaren schon kurz vor dem Erscheinen fast komplett ausverkauft.
Im Juli 2007 wurden zudem 15 Demosongs unter dem Namen I Like You Mostly Late at Never auf der offiziellen Webseite kostenlos zum Herunterladen angeboten.
Eyes Wide Terrified ist die erste Single vom Album Waited Up ’Til It Was Light und erschien am 18. Mai 2008. Lea Room/DJ’s Get Doubts kam am 12. Januar 2009 auf den britischen Markt.
Das Album Waited Up ’Til It Was Light wurde am 2. Juni 2008 veröffentlicht und in Hoboken (New Jersey) aufgenommen. Für den nordamerikanischen Vertrieb ist das Label Nettwerk zuständig.
Am 30. März 2009 kündigte Berrow während eines Auftritts als Vorband von Hundred Reasons ihr nächstes Studioalbum an, welches unter dem Titel Grace and the Bigger Picture am 26. Oktober veröffentlicht wurde.
Der bisher unveröffentlichte Track With Who, Who and What I’ve Got wird seit dem 30. Mai kostenlos auf der offiziellen Webseite zum Herunterladen angeboten.
Johnny Foreigner arbeiten von Ende 2010 bis Juli 2011 an ihrem vierten Album und im Oktober 2010 gingen sie zusammen mit Los Campesinos! auf Nordamerikatour. Eine EP unter dem Namen You Thought You Saw a Shooting Star but Yr Eyes Were Blurred With Tears and That Lighthouse Can Be Pretty Deceiving With the Sky So Clear and Sea So Calm erschien im November und enthält sechs neue Songs. Zudem verließen sie Best Before Records und stehen nun beim Independent-Label Alcopop! Records unter Vertrag. Die EP Certain Songs Are Cursed erschien am 18. April.
Das Album Johnny Foreigner vs. Everything wurde am 7. November 2011 veröffentlicht.
Im April 2012 schloss sich Lewes Herriot als zusätzlicher Gitarrist der Band an. Er war zuvor für die grafische Gestaltung der Alben und des Merchandise verantwortlich.
Zwei Jahre später folgte das Album You Can Do Better. Ihr aktuelles Album Mono No Aware erschien im Juli 2016.

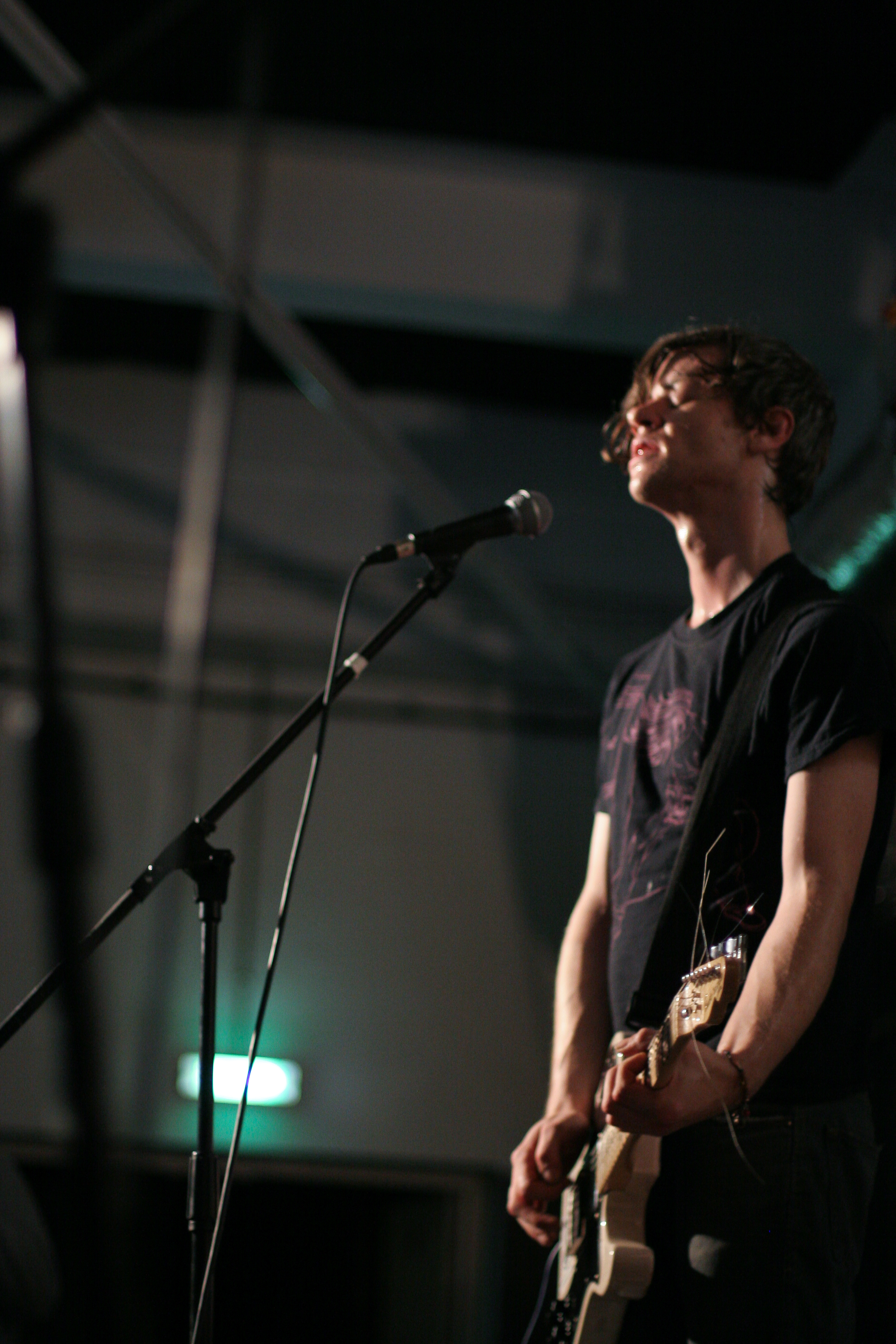
Alexei Berrow
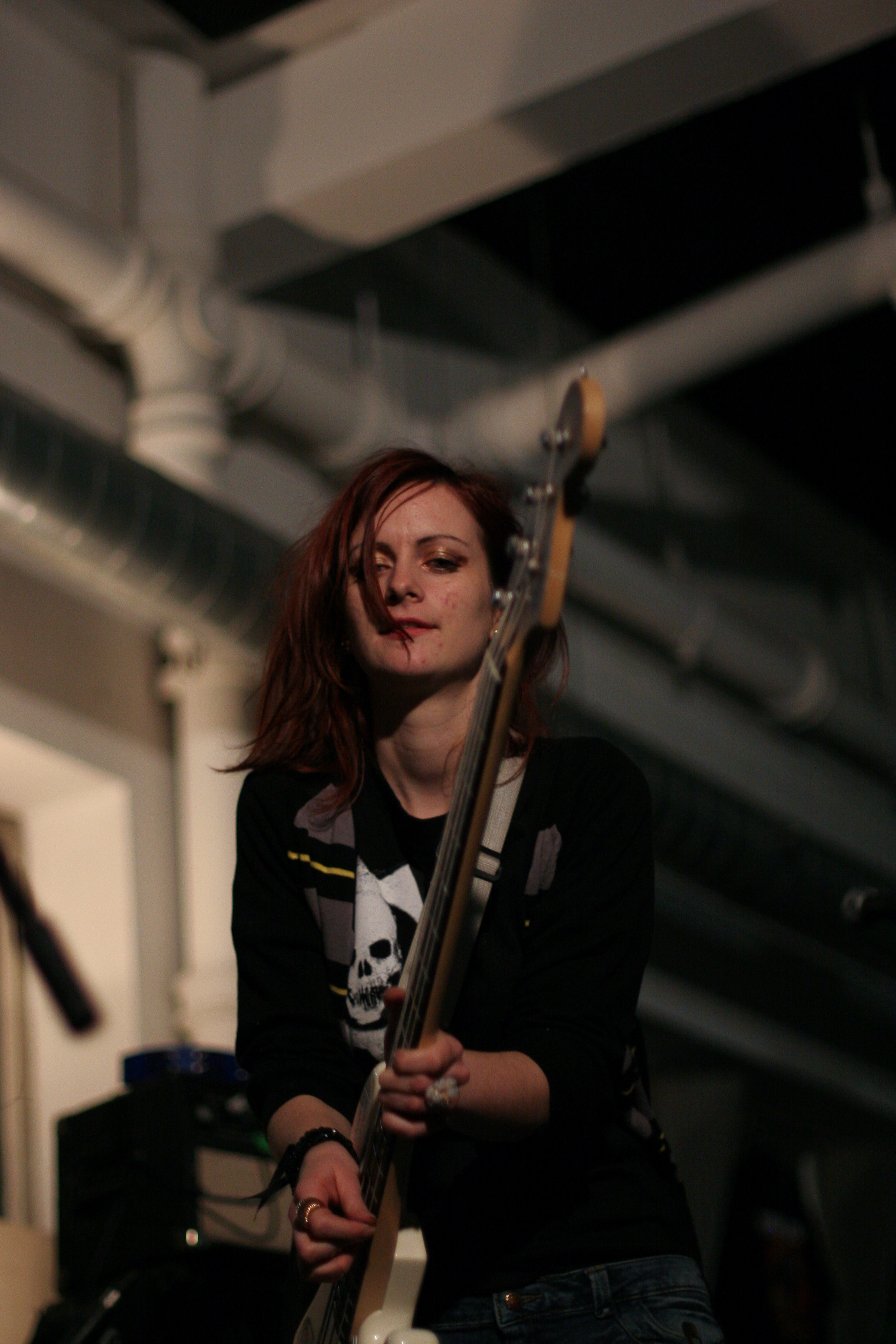
Kelly Southern
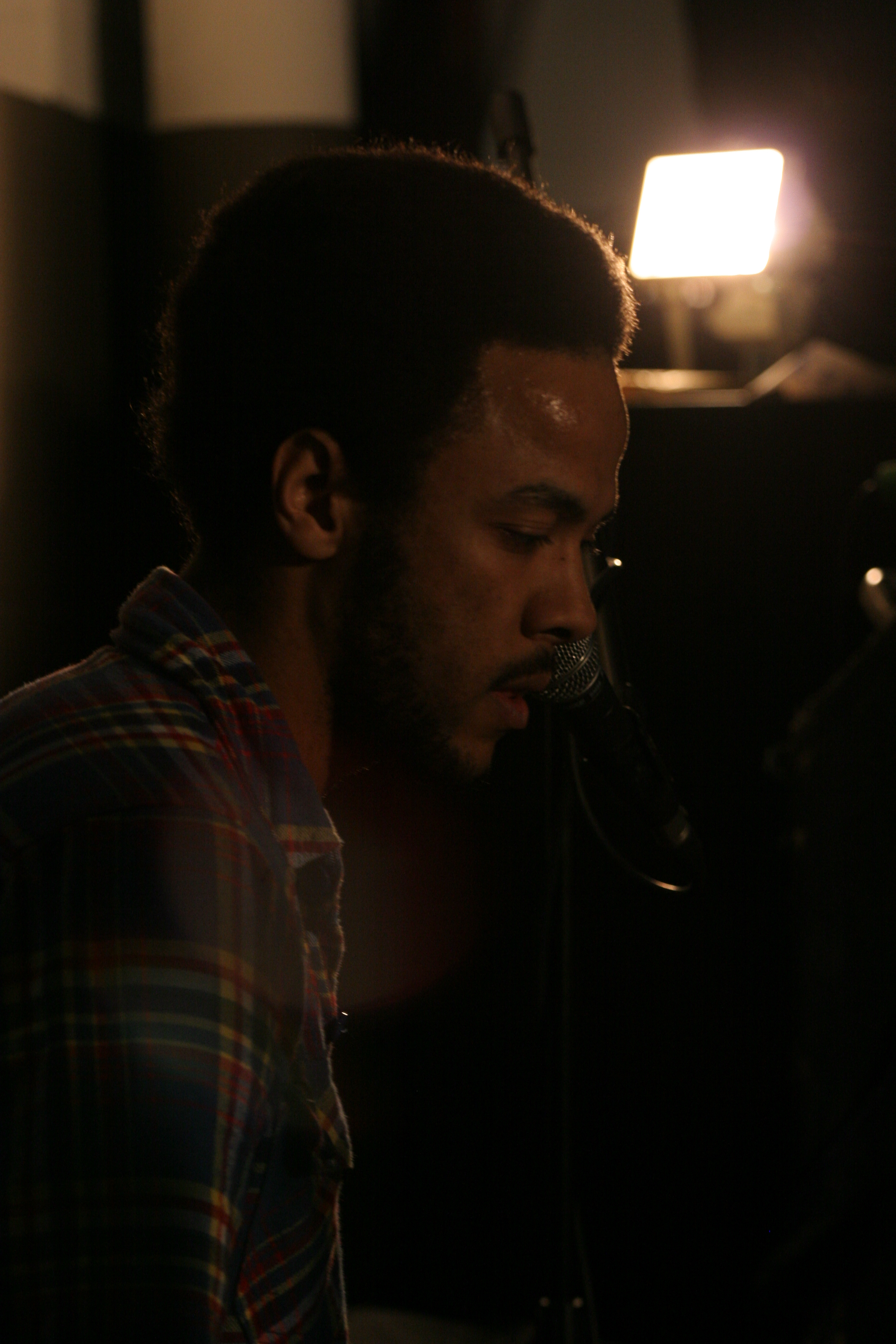
Junior Elvis Washington Laidley

## Diskografie

### Alben
- 2005: WeLeftYouSleepingAndGoneNow
- 2008: Waited Up ’Til It Was Light
- 2009: Grace and the Bigger Picture
- 2011: Johnny Foreigner vs. Everything
- 2014: You Can Do Better
- 2016: Mono No Aware

### EPs
- 2007: Arcs Across the City
- 2009: Winterval EP
- 2010: Every Cloakroom Ever
- 2010: Johnny Foreigner Is Aces (Hearts Edition)
- 2010: You Thought You Saw a Shooting Star but Yr Eyes Were Blurred with Tears and That Lighthouse Can Be Pretty Deceiving with the Sky so Clear and Sea so Calm
- 2011: Certain Songs Are Cursed
- 2011: You vs. Everything
- 2012: Names
- 2013: Manhattan Projects

### Singles
- 2007: Sometimes in the Bullring/Camp Kelly Calm
- 2007: Yes! You Talk Too Fast/Ninki vs. Dingle (Split mit Sunset Cinema Club)
- 2008: Our Bipolar Friends/The Houseparty Scene Is Killing You
- 2008: Eyes Wide Terrified
- 2008: Salt, Peppa and Spinderella
- 2009: Feels Like Summer
- 2008: Cranes and Cranes and Cranes and Cranes
- 2009: DJ’s Get Doubts/Lea Room
- 2009: Feels Like Summer
- 2009: Criminals
- 2009: Feels Like Summer
- 2009: Johnnyforeignerisaces
- 2010: Johnny Foreigner/Stagecoach Split
- 2011: (Don't) Show Us Your Fangs/The Hand That Slaps You Back

### Kompilationen
- 2007: I Like You Mostly Late at Never
- 2010: We Left You Sleeping and Gone Now, Also
- 2010: Every Day Is a Constant Battle
- 2011: European Disco - Collected B-sides and Remixes, 2008-10

### Live
- 2010: Live at the Garage (15-07-10)